# El precio de los alimentos
El precio de los alimentos fue un programa de televisión español que se emitió en La Sexta y Antena 3, presentado por el chef Alberto Chicote, en el que se ofrecía información sobre los alimentos.

## Sinopsis
El cocinero español recorre diferentes países del mundo para resolver algunas dudas sobre los alimentos básicos que se consumen en el día a día, fundamentalmente lo que cuesta a un ciudadano medio adquirirlos, como por ejemplo ¿Qué tiene que ver el Tsunami sucedido en el Índico con el precio de la ternera en España? ¿Se paga menos por el azúcar gracias al rey de Suazilandia? ¿Depende el precio del pan de los biocombustibles?
El chef aborda así la relación entre algunos fenómenos internacionales con el coste de la comida genérica en España. Se comienza desde una casa particular, pasando por la calle, el mercado o el supermercado y acaban en el punto de origen de la producción de los productos básicos de la cesta de la compra.

## Episodios y audiencias
| Temporada | Temporada | Episodios | Estreno                  | Final                    | Audiencia media | Audiencia media | Audiencia media |
| Temporada | Temporada | Episodios | Estreno                  | Final                    | Espectadores    | Cuota           |                 |
| --------- | --------- | --------- | ------------------------ | ------------------------ | --------------- | --------------- | --------------- |
|           | 1         | 2         | 29 de marzo de 2015      | 5 de abril de 2015       | 1 752 000       | 10,3%           |                 |
|           | 2         | 1         | 13 de enero de 2016      | 13 de enero de 2016      | 2 828 000       | 16,0%           |                 |
|           | 3         | 1         | 28 de marzo de 2016      | 28 de marzo de 2016      | 2 634 000       | 14,7%           |                 |
|           | 4         | 1         | 5 de septiembre de 2016  | 5 de septiembre de 2016  | 2 252 000       | 15,5%           |                 |
|           | 5         | 1         | 14 de septiembre de 2016 | 14 de septiembre de 2016 | 2 291 000       | 16,3%           |                 |
|           | 6         | 1         | 16 de junio de 2016      | 16 de junio de 2016      | 1 240 000       | 9,0%            |                 |
|           | 7         | 1         | 6 de septiembre de 2016  | 6 de septiembre de 2016  | 1 074 000       | 7,9%            |                 |
| Total     | Total     | 8*        | 2015                     |                          | 1 978 000*      | 12,5%*          |                 |

### Temporada 1: El precio de los alimentos
| Nº | Emisión             | Espectadores | Share | Ref.  |
| -- | ------------------- | ------------ | ----- | ----- |
| 1  | 29 de marzo de 2015 | 1 954 000    | 11,3% | [ 3 ] |
| 2  | 5 de abril de 2015  | 1 549 000    | 9,2%  | [ 4 ] |

### Temporada 2: Los mitos de los alimentos
| Nº | Emisión             | Espectadores | Share | Ref.  |
| -- | ------------------- | ------------ | ----- | ----- |
| 3  | 13 de enero de 2016 | 2 828 000    | 16,0% | [ 5 ] |

### Temporada 3: Superalimentos
| Nº | Emisión             | Espectadores | Share | Ref.  |
| -- | ------------------- | ------------ | ----- | ----- |
| 4  | 28 de marzo de 2016 | 2 634 000    | 14,7% | [ 6 ] |

### Temporada 4: Dietas a examen
| Nº | Emisión                 | Espectadores | Share | Ref.  |
| -- | ----------------------- | ------------ | ----- | ----- |
| 5  | 5 de septiembre de 2016 | 2 252 000    | 15,5% | [ 7 ] |

### Temporada 5: Nuevos mitos de los alimentos
| Nº | Emisión                  | Espectadores | Share | Ref.  |
| -- | ------------------------ | ------------ | ----- | ----- |
| 6  | 14 de septiembre de 2016 | 2 291 000    | 16,3% | [ 8 ] |

### Temporada 6: En forma en 70 días
| Nº | Emisión             | Espectadores | Share | Ref.  |
| -- | ------------------- | ------------ | ----- | ----- |
| 7  | 14 de junio de 2017 | 1 240 000    | 9,0%  | [ 9 ] |

### Temporada 7: ¿Qué comen nuestros hijos?
| Nº | Emisión                 | Espectadores | Share | Ref.   |
| -- | ----------------------- | ------------ | ----- | ------ |
| 8  | 6 de septiembre de 2017 | 1 074 000    | 7,9%  | [ 10 ] |

### Temporada 8: Comer bien por menos
| Nº | Emisión             | Espectadores | Share | Ref.   |
| -- | ------------------- | ------------ | ----- | ------ |
| 9  | 22 de marzo de 2018 | 643 000      | 5,2%  | [ 11 ] |